# 神奈川県立保健福祉大学
神奈川県立保健福祉大学（かながわけんりつほけんふくしだいがく、英語: Kanagawa University of Human Services）は、神奈川県横須賀市平成町1-10-1に本部を置く日本の公立大学。2003年創立、2003年大学設置。

## 沿革
- 1945年 前々身の神奈川県立栄養士養成所を設置。
- 1948年 神奈川県立栄養士養成所を「神奈川県立栄養専門学院」へ改称。
- 1953年 前身の神奈川栄養短期大学（栄養科）を設置。
- 1954年 前々身の神奈川県立栄養専門学院を廃校。
- 1961年 「神奈川栄養短期大学」を「神奈川県立栄養短期大学」へ改称。
- 1966年 栄養学科を食物栄養学科に改称。
- 1968年 前身の「神奈川県立衛生短期大学」（衛生看護科）を設置。
- 2000年 神奈川県庁内に県立大学開学準備課を設置。
- 2002年 12月19日、文部科学省大学設置認可（4年制大学）。
- 2003年 神奈川県立保健福祉大学（保健福祉学部 看護学科、栄養学科、社会福祉学科、リハビリテーション学科）を開学。
- 2004年 前身の神奈川県立栄養短期大学と神奈川県立衛生短期大学の2校を閉学。
- 2007年 保健福祉学研究科を開設。
- 2012年 開学10周年を迎える。
- 2018年 地方独立行政法人として法人化し、公立大学法人神奈川県立保健福祉大学となった。[1]
- 2019年 大学院ヘルスイノベーション研究科（SHI:通称「ヘルスイノベーションスクール」）修士課程を殿町キャンパスに開設。同時にイノベーション政策研究センター(CIP)を設置。
- 2021年 大学院ヘルスイノベーション研究科博士課程を開設。

## 学部・学科
- 保健福祉学部
  - 看護学科
  - 栄養学科
  - 社会福祉学科
  - リハビリテーション学科
    - 理学療法学専攻
    - 作業療法学専攻

## 大学院
- 保健福祉学研究科
  - 保健福祉学専攻
    - 看護領域
    - 栄養領域
    - 社会福祉領域
    - リハビリテーション領域
- ヘルスイノベーション研究科（SHI)

## 大学関係者
- 学長 中村丁次 - 日本栄養士会名誉会長
- 名誉学長 阿部志郎 - 元学校法人明治学院理事長、元日本社会福祉学会会長
- 名誉教授 山崎泰彦 - 元日本年金学会代表幹事、元厚生労働省社会保障審議会会長代理

卒業生
- 大貫詩織 - 助産師、性教育講師、YouTuber